# Horizon City
Horizon City è un comune (city) degli Stati Uniti d'America della contea di El Paso nello Stato del Texas. La popolazione era di 16.735 abitanti al censimento del 2010.

## Geografia fisica
Horizon City è situata a 31°40′56″N 106°11′46″W (31.682315, −106.196127).
Secondo lo United States Census Bureau, la città ha una superficie totale di 22,57 km², dei quali 22,56 km² di territorio e 0,01 km² di acque interne (0,06% del totale).

## Storia
La città, incorporata in un referendum del 22 ottobre 1988, prende il nome dalla società di sviluppo immobiliare che la sviluppò come una comunità pianificata a partire dai primi anni 1960, la Horizon Corporation. La Horizon Corporation comprò grandi appezzamenti di terreno negli Stati Uniti sud-occidentali, compresa la parte orientale della contea di El Paso; li ha pianificati in suddivisioni; e li ha venduti a migliaia di persone in tutto il mondo, spesso senza vista, senza accesso all'acqua o ai servizi pubblici e usando tattiche di vendita discutibili, tra il 1962 e il 1975. Alla fine la Federal Trade Commission intervenne per fermarla nel 1981. Solo una parte dello sviluppo ha avuto successo, l'area attorno all'incrocio tra Horizon Boulevard (Texas Farm Road 1281) e Kenazo Street; questo divenne il nucleo di Horizon City.
Gran parte della terra ad est della città consiste di sottodivisioni non sviluppate con proprietà altamente frammentate. I lotti in queste suddivisioni non possono essere venduti legalmente e saranno difficili da sviluppare a causa del Texas Colonia Act del 1994, una legge statale intesa a fermare lo sviluppo delle colonie o quartieri sottosviluppati da servizi pubblici i cui residenti vivono spesso in condizioni inferiori alla norma. Vieta la vendita a fini residenziali di meno di 10 acri di terra o la vendita di oltre 10 acri di terra senza la garanzia di un accesso adeguato all'acqua, ai servizi di fognatura e ad altre utenze. Attualmente sono in corso sforzi da un'associazione locale di proprietari di case, la Horizon Communities Improvement Association, per riunire questi lotti in terreni che possono essere sviluppati legalmente.

## Società

### Evoluzione demografica
Secondo il censimento del 2010, la popolazione era di 16.735 abitanti.

### Etnie e minoranze straniere
Secondo il censimento del 2010, la composizione etnica della città era formata dall'81,33% di bianchi, il 2,33% di afroamericani, lo 0,56% di nativi americani, lo 0,45% di asiatici, lo 0,08% di oceanici, il 12,75% di altre razze, e il 2,5% di due o più etnie. Ispanici o latinos di qualunque razza erano l'85,89% della popolazione.